# Casa Perich
La casa Perich és una obra del municipi de Castellar del Vallès (Vallès Occidental) inclosa en l'Inventari del Patrimoni Arquitectònic de Catalunya.

## Descripció
Es tracta d'un habitatge unifamiliar de tres cossos. Aquesta organització de la casa es tradueix en la composició de la façana que s'estructura també en tres parts. L'ornamentació és sòbria, utilitzant-ne l'estuc: quatre pilastres, que neixen del sòcol, emmarquen l'habitatge i separen els cossos d'aquesta. La planta baixa consta de tres portes (entrada a la zona destinada a habitatge i magatzem) decorades a la zona de la llinda per una petita cornisa. El primer pis, zona que es destina a habitació, el formen tres balcons sense volada, i un petit ràfec separa el pis de les golfes. L'acabament de la façana utilitza dues solucions que responen a cada cos de la casa: el ràfec central presenta un acabament de llinda que el diferencia dels laterals amb un ràfec sortint amb arc rebaixat. Cal destacar el treball de la reixa del cancell principal, obra de l'artista barceloní A. Clavell.

## Història
L'habitatge fou construït al principi del segle XX pel mestre d'obres J. Perich per tal d'utilitzar-lo com la seva residència. Cal destacar que el disseny de la façana el va encarregar.